# Viktor Prášil
Viktor Prášil (* 29. července 1987 Praha) je český zvukař. Mezi nejznámější snímky, na kterých se podílel, patří Na západní frontě klid, Armáda lupičů, Dukla 61, Po strništi bos, Havel či Jan Žižka; za zvuk filmu Na západní frontě klid obdržel cenu BAFTA a nominaci na Oskara za nejlepší zvuk, kterou ale neproměnil. Byl čtyřikrát nominován na Českého lva, avšak žádnou nominaci neproměnil; spolupracoval s HBO i Netflixem.

## Ocenění a nominace

### Nominace
Ceny akademie (Oscar)
- 2023 – Na západní frontě klid (nejlepší zvuk)

Český lev
- 2022 – Jan Žižka (nejlepší zvuk)
- 2020 – Havel (nejlepší zvuk)
- 2018 – Zlatý podraz (nejlepší zvuk)
- 2016 – Polednice (nejlepší zvuk)

### Ocenění
Bafta
- 2023 – Na západní frontě klid (nejlepší zvuk)[2]